# Burg Rottbach
Die Burg Rottbach, auch Zötzelhofen oder Einsbach genannt, ist eine abgegangene Höhenburg in Spornlage auf 525 m ü. NHN unmittelbar westlich von Zötzelhofen, einem Ortsteil der Gemeinde Maisach im Landkreis Fürstenfeldbruck in Bayern.

## Geschichte
Die 1182 erwähnte Burg wurde von den Herren von Einsbach erbaut. Als weitere Besitzer der Burg werden die Herren von Eisenhofen und um 1400 das Kloster Fürstenfeld genannt. Nach 1400 wurde die Burg abgebrochen. Von der ehemaligen Burganlage ist nichts erhalten. Heute ist der Burgstall als  Bodendenkmal D-1-7733-0030 „Burgstall des hohen und späten Mittelalters ("Burg Rottbach")“ vom Bayerischen Landesamt für Denkmalpflege erfasst.